# 龜有
龜有（日语：／ Kameari */?）是東京都葛飾區北部的地名，為住居表示實施區域，設有龜有一丁目至龜有五丁目。郵遞區號為125-0061。2004年10月1日為止的人口為22,813人。有時也指以龜有車站為中心、涵蓋隣接的足立區的廣域生活圈。
作為秋本治的漫畫『烏龍派出所』的舞台而知名。

## 地理
龜有位於中川西岸，北為足立區的中川與東和，東是以中川為界的新宿，南是青戶、白鳥，西是西龜有。西龜有在1965年實施住居表示前稱為砂原町。
原是擁有日立製作所與日本紙業（現日本大昭和板紙）、三共（現第一三共）等工廠的工業區域。在工廠陸續撤離後，形成以JR常磐線龜有站為中心的商店街與住宅區。
此地因地名而出現許多與「龜」相關的物品或裝飾。

## 再開發
地域北部以龜有站為中心的區域是葛飾區内重要的商業區域，過去車站周邊是一片雜亂、狹小的商店街。
1996年，在經歷約20年左右的南口再開發後，包含4棟商業大樓、公寓、停車場等的Lirio（リリオ）商店街開幕。當初西友曾計畫開設龜有西武店，因泡沫經濟破滅而中止，後由伊藤洋華堂接手。此外還有多功能會館「龜有Lirio Hall」與葛飾區龜有地區中心（龜有區民事務所、集會所等）等機關。
龜有南北兩側商店街的下町氛圍在經歷再開發後大幅轉變。2006年3月3日，在日本板紙龜有工場舊址進行的大規模再開發工程－大型購物中心「Ario龜有」開幕，商業蓬勃發展。

## 地名由來
過去稱為龜無、龜梨（かめなし），源自低濕地帶中類似「龜」的背甲模樣的土地。
因地名發音類似「沒有」（無し）而觀感不佳。江戶時代初期（1644年左右）提出製作正保國繪圖的報告書時改為現名。

## 文化

### 漫畫作品
烏龍派出所 - 集英社《週刊少年Jump》，龜有出身的漫畫家秋本治的漫畫作品，於1976年開始連載，於2016年完結，並被改編為動畫。
2006年2月11日，龜有站北口前設置主角兩津勘吉的銅像。此外，南側在同年11月18日設置穿著祭典袢纏的銅像。同年3月3日開幕的Ario龜有設有以本作品為主題的電子遊樂場「こち龜ゲームぱ〜く」。
2008年11月8日，龜有銀座商店會YOUROAD，在中央口袋公園（小型公園）內設置「少年兩津像」，當時的內閣總理大臣麻生太郎前來參加揭幕儀式。
實際上，龜有站北口的確有「龜有公園」，但沒有「龜有公園前派出所」。

## 交通
鐵路
- JR東日本常磐緩行線■龜有站

有計畫建設東京地下鐵有樂町線延伸線與環七高速鐵道。
道路、橋梁
- 東京都道318號環狀七號線（環七通）
- 東京都道467號千住新宿町線（日语：東京都道467号千住新宿町線）（舊水戶街道）
- 龜有YOUROAD（カメアリゆうろーど）
- 龜有花之木通
- 馬尾通（つくし通り）
- 龜有櫻通（亀有さくら通り）
- 中川橋（日语：中川橋 (東京都)）
- 曳舟通

## 設施
行政
- 葛飾區役所（日语：葛飾区役所）龜有區民事務所（龜有三丁目）

警察署
- 龜有警察署（日语：亀有警察署）（新宿四丁目）－位於相鄰的新宿（にいじゅく）。最初設置寺島警察署龜有分署，龜有警察署升格改名為葛飾警察署，本田警察署（現在的葛飾警察署（日语：葛飾警察署））分割時再次改稱龜有警察署並移至現在的「花藏」（日本蕎麥麵店）地點。兩處都面對舊水戶街道。
  - 當初龜有警察署的設置地點是後來的伊藤洋華堂龜有店。伊藤洋華堂在龜有站南口再開發後遷往站前，建物後為JAPAN HOME VALUE（日语：川畑 (企業)），2009年以後改建為公寓。

消防署
- 金町消防署 龜有出張所（日语：東京消防庁第七消防方面本部）（龜有一丁目）

教育
- 葛飾區立道上小學校（龜有四丁目）
- 葛飾區立中之台小學校（龜有五丁目）
- 葛飾區立龜青小學校（日语：葛飾区立亀青小学校）（青戶八丁目）
- 葛飾區立龜有中學校（龜有四丁目）
- 東京都立葛飾野高等學校（日语：東京都立葛飾野高等学校）（龜有一丁目）
- 葛飾區立龜有兒童館

文化
- 葛飾區立龜有圖書館（日语：葛飾区立図書館）（龜有一丁目）
- 葛飾區龜有地區中心（龜有三丁目）
- 龜有Lirio Hall（龜有三丁目）
- 龜有學習交流館（舊社會教育館。御花茶屋三丁目）

商業、企業
- Lirio商店街（龜有三丁目）
  - 伊藤洋華堂龜有站前店
- Ario龜有（龜有三丁目）
- 龜有銀座商店街(YOUROAD)（龜有三丁目）
- 龜有中央商店街（龜有三丁目）
- 龜有前津本通商店街（龜有二丁目）
- 龜有上宿商店街（龜有二丁目）
- 龜有北口商店街（龜有五丁目）

醫療機關
- 龜有醫院（龜有三丁目） 醫療法人財團謙仁會　（页面存档备份，存于）
- 東京都保健醫療公社東部地域醫院（日语：東京都保健医療公社東部地域病院）（龜有五丁目）
- 東京都紅十字血液中心（日语：赤十字血液センター）葛飾出張所（龜有五丁目）
- 龜有中央醫院（龜有二丁目）　醫療法人社團湘南會
- 龜有大家的診所（みんなのクリニック）（龜有二丁目）　醫療法人社團湘南會

郵局、金融機關
- 龜有郵便局（龜有三丁目）
- 龜有站前郵便局（龜有五丁目）
- 龜有二郵便局（龜有二丁目）
- 三井住友銀行龜有支店（龜有三丁目）
- 瑞穗銀行龜有支店（龜有五丁目）
- 三菱東京UFJ銀行龜有支店（龜有三丁目）
- 東京都民銀行（日语：東京都民銀行）龜有支店（龜有三丁目）
- 龜有信用金庫（日语：亀有信用金庫）本店（龜有三丁目）
- 第一勸業信用組合（日语：第一勧業信用組合）龜有支店（龜有三丁目）

寺社
- 蓮光寺（日语：蓮光寺）（龜有一丁目）
- 香念寺（龜有二丁目）
- 祥雲寺（日语：祥雲寺）（龜有二丁目）
- 慈眼寺（日语：慈眼寺）（龜有二丁目）
- 惠明寺（龜有三丁目）
- 光明寺（龜有三丁目）
- 龜有香取神社（龜有三丁目）－玄惠的井。區內最大祭禮。現存江戶時代的社殿、拜殿等。
- 見性寺（日语：見性寺）（龜有五丁目）

其他
- 日本基督教團龜有教會（龜有二丁目）
- 天理教東龜有分教會（龜有二丁目）
- 七福神像（龜有上宿商店街）
- 曳舟川（日语：葛西用水路）親水公園
- 一里塚跡（水戶黃門像）

## 歷史
江戶時代，此地有作為水戶街道一里塚的水戶黃門像，大部分地區在進入明治時代時仍是農村。明治時代，此地成立南葛飾郡龜有村，1889年町村制施行，大部分與青戶村合併成立龜青村。1919年日本紙器製造（→日本紙業→日本大昭和板紙）龜有工場和1938年日立製作所龜有工場在此設立，大正以後，特別是關東大地震以後，此地發展為工業區。1932年龜青村編入東京市葛飾區。
第二次世界大戰時幾乎沒有遭受破壞，戰後吸引都心人口移入，急速住宅區化。特別是大量來自江東區、墨田區、台東區、荒川區等的民眾，將下町的氛圍帶來此地。

## 外部連結
- 葛飾區官方網站（页面存档备份，存于）
- 龜有警察署
- 龜有中央商店街官方網站（页面存档备份，存于）
- 龜有表演公園（页面存档备份，存于）